# Christophoros Nungovitch
Christophoros Nungovitch (Kinshasa, 14 dicembre 1989) è un pallamanista cipriota con cittadinanza della Repubblica Democratica del Congo, portiere dell'Omonoia 29M.
Nungovitch è il primo cipriota ad aver giocato nei campionati francese, slovacco, svizzero e nella SEHA League. Oltre a essere, insieme a Marios Efstathiadis (ex Stralsunder HV in 2. Handball-Bundesliga) e Julios Argyrou (nel 2018 finalista di Challenge Cup con l'AEK di Atene), uno dei tre atleti più rappresentativi nella storia della pallamano dell'isola, è l'unico sportivo cipriota ad aver vinto una competizione europea (EHF Challenge Cup 2011/2012).